# Micrathena anchicaya
Micrathena anchicaya är en spindelart som beskrevs av Levi 1985. Micrathena anchicaya ingår i släktet Micrathena och familjen hjulspindlar. Inga underarter finns listade i Catalogue of Life.